# کیومرث مرادی
کیومرث مرادی (زاده ۲۴ شهریور ۱۳۵۱ در تهران) نمایش‌نامه‌نویس، کارگردان تئاتر و استاد دانشگاه و بازیگر اهل ایران است. وی مؤسس مدرسهٔ تخصصی هنرهای دراماتیک ایران (پادمآرت) با هدف آموزش تخصصی، پژوهش، تولید و افزایش تجربهٔ عملی در زمینهٔ بازیگری در سینما و تئاتر است.

## آثار

### نمایشی

#### کارگردانی تئاتر / اجرا شده در ایران
- ۱۴۰۲ - تنهایی و تن‌هایی وطن‌هایی
- ۱۳۹۸ - مرغ دریایی من
- ۱۳۹۷ - دیر راهبان[۳]
- ۱۳۹۶ - هملت_تهران_۲۰۱۷[۴]
- ۱۳۹۵ - نامه‌های عاشقانه از خاورمیانه[۵]
- ۱۳۹۵ - افسون معبد سوخته[۶]
- ۱۳۹۱ - سیمرغ[۷]
- ۱۳۸۹ - شهر بدون آسمان
- ۱۳۸۸ - خانه
- ۱۳۸۷ - رؤیای نیمه شب پاییز
- ۱۳۸۷ - الکترا
- ۱۳۸۷ - رومئو و ژولیت
- ۱۳۸۷ - مرگ و شاعر
- ۱۳۸۶ - ژولیوس سزار به روایت کابوس
- ۱۳۸۴ - درس
- ۱۳۸۳ - شکلک[۸]
- ۱۳۸۲ - خواب در فنجان خالی
- ۱۳۸۲ - رازها و دروغ‌ها
- ۱۳۷۹ - افسون معبد سوخته[۹]
- ۱۳۷۴- عزیز مایی
- ۱۳۷۳- مستخدم ماشینی
- ۱۳۷۲- صبح طلوع می‌کند

#### کارگردانی تئاتر / اجرا شده در خارج از کشور
- ۲۰۱۵ - تجربه‌های اخیر[۱۰] / Recent experiences[۱۱] / اجرا شده در آمریکا
- ۲۰۱۴ - نامه‌های عاشقانه از خاورمیانه / Love Letters from the Middle East[۱۲] / اجرا شده در آمریکا
- ۲۰۱۲ - شهر بدون آسمان[۱۳] / The Skyless City / اجرا شده در آمریکا[۱۴]

#### سریال
| تاریخ | سریال           | کارگردان         | نقش                               |
| ----- | --------------- | ---------------- | --------------------------------- |
| ۱۴۰۳  | زخم کاری:مجازات | محمدحسین مهدویان | علیرضا سماوات                     |
| ۱۴۰۳  | زخم کاری:انتقام | محمدحسین مهدویان | علیرضا سماوات                     |
| ۱۴۰۳  | آقای قاضی       | سجاد مهرگان      | جولایی‌نژاد                        |
| ۱۴۰۲  | زخم کاری:بازگشت | محمدحسین مهدویان | علیرضا سماوات                     |
| ۱۴۰۰  | زخم کاری        | محمدحسین مهدویان | انتخاب بازیگر و بازیگر نقش سماوات |
| ۱۳۷۴  | در پناه تو      | حمید لبخنده      | دایی مریم                         |

#### سینمایی
| تاریخ | فیلم       | کارگردان  | نقش                |
| ----- | ---------- | --------- | ------------------ |
| ۱۴۰۲  | تمساح خونی | جواد عزتی | مٌری(رئیس قمارخانه) |

#### ترجمه و چاپ
- ۱۳۸۴ - ترجمه و چاپ کتاب «زندگی من در گذر زمان» نوشته پیتر بروک، انتشارات قطره
- ۱۳۸۳- ترجمه و چاپ کتاب «نقطه عطف» نوشته پیتر بروک (ترجمه این کتاب به‌طور مشترک با گودرز می‌رانی انجام شد) انتشارات فرهنگ کاوش
- ۱۳۷۹- ترجمه و چاپ مقاله‌ها و یاداشت‌هایی دربارهٔ کارگردانی، بازیگری و تاریخ تحلیلی تئاتر ایران و جهان در روزنامه‌ها مجلات و فصل‌نامه‌های مختلف در ایران از سال ۱۳۷۹ تا ۱۳۹۱.

## جایزه‌ها
- ۱۳۹۵ - جایزه بهترین بازیگر از سی و پنجمین دوره جشنواره تئاتر بین‌الملل فجر برای «عاشقانه‌های خاورمیانه»[۱۵]
- ۱۳۸۷ - جایزه بهترین نمایش خارجی در دهمین جشنواره تئاتر ملی دانشگاه تئاتر دهلی نو برای اجرای نمایش «مرگ و شاعر»
- ۱۳۸۶ - جایزه بهترین نمایش خارجی در نهمین جشنواره تئاتر ملی دانشگاه تئاتر دهلی نو برای اجرای نمایش «ژولیوس سزار به روایت کابوس»
- ۱۳۸۳ - جایزه بهترین نمایش خارجی در ششمین جشنواره تئاتر ملی دانشگاه تئاتر دهلی نو برای اجرای نمایش «شکلک»
- ۱۳۸۲ - جایزه بهترین کارگردانی برای اجرای نمایش «خواب در فنجان خالی» از جشنواره بین‌المللی تئاتر فجر در سال
- ۱۳۸۰ - دیپلم افتخار برای اجرای نمایش «افسون معبد سوخته» در جشنواره بین‌المللی رقص و تئاتر کاتاک در هندوستان
- ۱۳۷۹ - جایزه سوم بهترین کارگردانی برای اجرای نمایش «افسون معبد سوخته» در جشنواره بین‌المللی تئاتر فجر
- ۱۳۷۸ - جایزه بهترین کارگردانی از نگاه منتقدان تئاتر برای اجرای نمایش «هشتمین سفر سندباد» در جشنواره بین‌المللی تئاتر فجر
- ۱۳۷۴ - جایزه سوم بهترین کارگردانی برای اجرای نمایش «عزیزمایی» در جشنواره تئاتر دفاع مقدس
- ۱۳۷۲ - جایزه سوم بهترین کارگردانی برای اجرای نمایش «صبح طلوع می‌کند» در جشنواره تئاتر گلریزان